# ميو ماتسومورا
ميو ماتسومورا (松村 未央، ماتسومورا ميو ، ولدت في 29 يونيو 1986) هي مذيعة يابانية في تلفزيون فوجي.